# Rośliny użytkowe
Rośliny użytkowe – rośliny wykorzystywane przez człowieka do celów gospodarczych, pozyskiwane z upraw lub stanu dzikiego. Należą więc do nich rośliny uprawne oraz rośliny dziko rosnące.
Liczba roślin użytkowanych przez człowieka jest duża. „Słownik roślin użytkowych” Zbigniewa Podbielkowskiego podaje 1235 pozycji. Obejmuje on najważniejsze rośliny użytkowe, zarówno uprawiane, jak i dziko rosnące na całym świecie. Są to głównie gatunki, tylko czasami odmiany lub całe rodzaje. Są wśród nich rośliny kwiatowe, rośliny zarodnikowe, bakterie, glony, grzyby, porosty, mszaki i paprotniki. Nie jest to pełny wykaz, rzadziej używanych roślin użytkowych jest więcej.